# Karl Rennkamp
Karl Rennkamp (* 16. April 1899 in Kirchborchen; † 13. April 1963 in Salzkotten) war ein deutscher Politiker (CDU).

## Leben und Beruf
Nach dem Besuch der Volksschule war er in der Landwirtschaft tätig. Rennkamp gehörte seit 1945 der CDU an.
Er war verheiratet und hatte drei Kinder.

## Abgeordneter
Dem Kreistag des Kreises Paderborn gehörte er vom 16. Januar 1946 bis zu seinem Tod am 13. Januar 1969 an.
Mitglied im Gemeinderat der ehemaligen Gemeinde Kirchborchen war Rennkamp von 1945 bis 1963, Mitglied der Amtsvertretung des Amtes Kirchborchen von 1949 bis 1956.
Von 1953 bis 1961 war er Mitglied der Landschaftsversammlung des Landschaftsverbandes Westfalen-Lippe.

## Öffentliche Ämter
Vom 5. November 1948 bis zum 13. Januar 1963 war er ununterbrochen Landrat des Kreises Paderborn.
Außerdem war er von 1946 bis 1949 und von 1954 bis 1956 Bürgermeister von Kirchborchen.